# Collin McHugh
Collin Alexander McHugh (né le 19 juin 1987 à Covington, Géorgie, États-Unis) est un lanceur droitier des Ligues majeures de baseball jouant avec les Red Sox de Boston.

## Carrière

### Mets de New York
Collin McHugh est drafté par les Mets de New York au 18e tour de sélection en 2008.
Il fait d'impressionnants débuts dans le baseball majeur le 23 août 2012 à New York comme lanceur partant des Mets face aux Rockies du Colorado. McHugh lance sept manches, n'accordant que deux coups sûrs et aucun point, y ajoutant 9 retraits sur des prises. Les Mets inscrivant le seul point de la rencontre en fin de partie, McHugh ne reçoit pas de décision pour cette performance. Il connaît moins de succès à ses présences suivantes au monticule. Après 4 départs et 4 sorties comme lanceur de relève, il compte 4 défaites et sa moyenne de points mérités s'élève à 7,59 en 21 manches et un tiers lancées.
Après 3 matchs joués, dont un départ, en 2013, la moyenne de McHugh atteint 10,29 en 7 manches lancées et il a une défaite à sa fiche. Les Mets le transfèrent le 18 juin 2013 aux Rockies du Colorado en retour du voltigeur Eric Young.

### Rockies du Colorado
Avec Colorado, McHugh a l'occasion d'amorcer 4 matchs en 2013 mais celui qui recherche toujours sa première victoire dans les grandes ligues subit 3 défaites et avec 21 points mérités accordés en 19 manches de travail, sa moyenne s'élève à 9,95. En 7 matchs dont 5 départs au total en 2013 pour les Mets et les Rockies, sa moyenne se chiffre à 10,04 en 26 manches avec un dossier victoires-défaites de 0-4.

### Astros de Houston
McHugh est réclamé au ballottage par les Astros de Houston le 18 décembre 2013. Toujours considéré comme une recrue à son arrivée chez les Astros, celui qui n'en comptait jusque-là que 15 matchs joués dans les majeures termine au 4e du vote annuel désignant la meilleure recrue de la Ligue américaine en 2014. Le lanceur partant amorce 25 parties des Astros et sa moyenne de points mérités de 2,73 en 154 manches et deux tiers lancées est la meilleure du club. Il remporte 11 victoires contre 9 défaites et enregistre 157 retraits sur des prises. Il est nommé recrue du mois de septembre dans la Ligue américaine.